# Celama cicatricalis
Celama cicatricalis är en fjärilsart som beskrevs av Tr. 1835. Celama cicatricalis ingår i släktet Celama och familjen trågspinnare. Inga underarter finns listade i Catalogue of Life.